# Curtis Bernhardt
Curtis Bernhardt (* 15. April 1899 in Worms als Kurt Bernhardt; † 22. Februar 1981 in Pacific Palisades, Kalifornien) war ein deutscher Filmregisseur.

## Leben
Kurt Bernhardt besuchte während des Ersten Weltkriegs die Schauspielschule in Mainz. Mit 18 Jahren wurde er eingezogen, um als Soldat in Verdun zu kämpfen. Er begann nach dem Krieg seine künstlerische Laufbahn als Schauspieler in Heidelberg. Danach besuchte er noch einmal die Schauspielschule, diesmal in Frankfurt am Main. Es folgten Engagements als Schauspieler in Darmstadt und Recklinghausen, bevor er 1922 nach Berlin ans Renaissance-Theater kam. 1924 führte er in Berlin erstmals Regie und debütierte im selben Jahr auch als Filmregisseur mit der Produktion Namenlose Helden. Mit seinen ambitionierten Spielfilm-Produktionen um historische und soziale Themen (u. a. Schinderhannes nach einer Vorlage seines Freundes Carl Zuckmayer) avancierte Bernhardt zu einem gefragten Regisseur der Stummfilmzeit.
Nach der Machtübernahme der Nazis emigrierte Bernhardt 1933 in die USA, wo er seinen Namen von Kurt in Curtis änderte. 1946 nahm er die amerikanische Staatsbürgerschaft an.
In Hollywood drehte er mit Stars wie Bette Davis (Die große Lüge, Die Ehrgeizige), Charles Laughton und Jane Wyman (jeweils Das Herz einer Mutter), Ronald Reagan (Der Dollarregen), Humphrey Bogart (Konflikt, Sirocco – Zwischen Kairo und Damaskus), Joan Crawford (Hemmungslose Liebe), Lana Turner (Die lustige Witwe), Rita Hayworth (Fegefeuer), Elizabeth Taylor und Peter Ustinov (jeweils in Beau Brummell).
Bernhardt war in erster Ehe mit der Primaballerina Pearl Argyle (1910–1947) und in zweiter Ehe mit der Schauspielerin Anna-Maria Wickert verheiratet. Sein Sohn Steven Bernhardt (1937–1999) arbeitete als Produzent und Regieassistent.
Seine Schwester, die Schauspielerin Erna Bernhardt, Künstlername: Boyar, war mit dem Filmproduzenten Eugen Tuscherer verheiratet, mit dem Kurt Bernhardt wiederholt zusammenarbeitete.

## Filmografie (Auswahl)
- 1924: Namenlose Helden
- 1926: Qualen der Nacht
- 1926: Die Waise von Lowood
- 1927: Kinderseelen klagen euch an
- 1927: Das Mädchen mit den fünf Nullen
- 1928: Schinderhannes
- 1928: Das letzte Fort
- 1929: Die Frau, nach der man sich sehnt
- 1930: Die letzte Kompagnie
- 1931: Der Mann, der den Mord beging
- 1932: Der Rebell
- 1933: Der Tunnel
- 1934: L’Or dans la rue
- 1936: Le Vagabond bien-aimé
- 1938: Carrefour
- 1939: Dezembernacht (Nuit de décembre)
- 1940: My Love Came Back
- 1940: Lady with Red Hair
- 1941: Der Dollarregen (Million Dollar Baby)
- 1942: Jukebox-Fieber (Juke Girl)
- 1945: Konflikt (Conflict)
- 1946: Devotion [1943 gedreht]
- 1946: Die große Lüge (A Stolen Life)
- 1947: Hemmungslose Liebe (Possessed)
- 1947: Anklage: Mord (High Wall)
- 1949: Frauen um Dr. Corday (The Doctor and the Girl)
- 1951: Die Ehrgeizige (Payment on Demand)
- 1951: Sirocco – Zwischen Kairo und Damaskus (Sirocco)
- 1951: Das Herz einer Mutter (The Blue Veil)
- 1952: Die lustige Witwe (The Merry Widow)
- 1953: Fegefeuer (Miss Sadie Thompson)
- 1954: Beau Brummell – Rebell und Verführer (Beau Brummell)
- 1955: Unterbrochene Melodie (Interrupted Melody)
- 1956: Gaby
- 1960: Stefanie in Rio
- 1962: Der Held von Attika (Il tiranno di Siracusa)
- 1964: Prinzgemahl im Weißen Haus (Kisses for My President)

## Auszeichnungen
- 1970: Filmband in Gold für langjähriges und hervorragendes Wirken im deutschen Film